# Pelegrina bicuspidata
Pelegrina bicuspidata är en spindelart som först beskrevs av Pickard-Cambridge F. 1901.  Pelegrina bicuspidata ingår i släktet Pelegrina och familjen hoppspindlar. Inga underarter finns listade i Catalogue of Life.